# Andrus Kivirähk

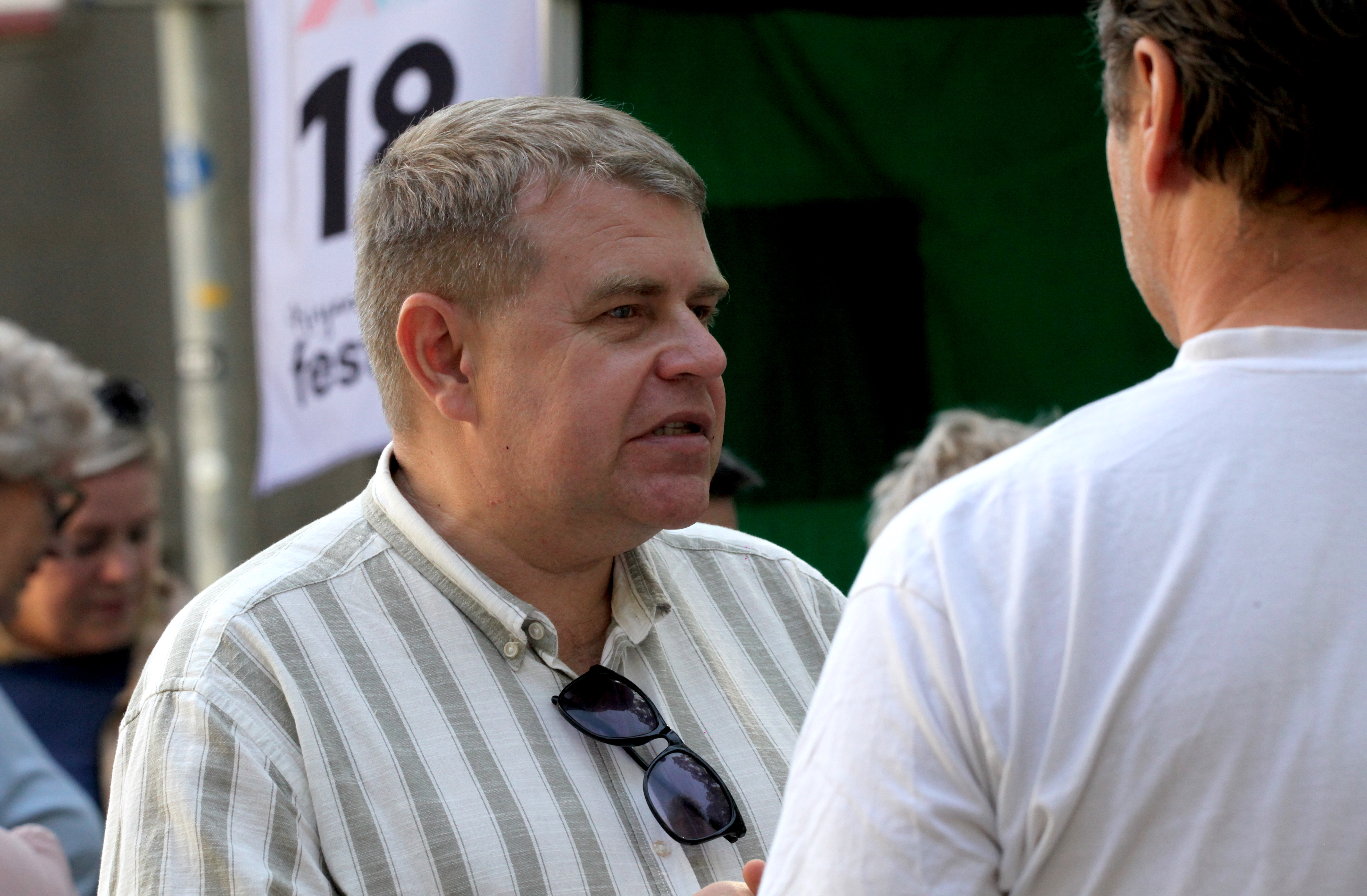
Andrus Kivirähk (2021)

Andrus Kivirähk, född 17 augusti 1970 i Tallinn, är en estnisk romanförfattare, dramatiker och journalist. Han är känd för sin ironiska humor som han använder för att skildra esternas förhållande till sig själva och sin historia. Han har utmärkt sig med en hög produktionstakt och har haft stora försäljningsframgångar med romaner som Rehepapp ehk November (2000) och Mees, kes teadis ussisõnu (2007). Den förstnämnda är förlaga till filmen November från 2017.

## Film- och TV-manus
- Setu vurle küüsis (1993)
- Vabariigi valvur (1994–1995)
- Keegi veel (1997)
- Tom ja Fluffy (1997)
- Libarebased ja kooljad (1998)
- Saamueli Internet (2000)
- Lotte reis lõunamaale (2000)
- Lepatriinude jõulud (2001)
- Minu veetlev Kunder (2003)
- Leiutajateküla Lotte (2006)
- Lotte ja kuukivi saladus (2011)